# Gilchrist Maclagan
Gilchrist Stanley Maclagan (ur. 5 października 1879 w Londynie, zm. 25 kwietnia 1915 w okolicach Ypres) – brytyjski oficer i wioślarz, złoty medalista olimpijski.
Kształcił się w Eton College i Magdalen College Uniwersytetu Oksfordzkiego. Czterokrotnie brał udział w The Boat Race: zwyciężył w 1901 roku, a w latach 1899, 1900 i 1902 odnosił porażki.
Wystąpił na igrzyskach olimpijskich w Londynie w 1908 roku, gdzie brytyjska osada w składzie: Albert Gladstone, Frederick Kelly, Banner Johnstone, Guy Nickalls, Charles Burnell, Ronald Sanderson, Raymond Etherington-Smith, Henry Bucknall i Gilchrist Maclagan zdobyła złoty medal. Był to jego jedyny start olimpijski.
Brał udział w I wojnie światowej, służył w Royal Warwickshire Regiment w stopniu porucznika. Zginął podczas II bitwy pod Ypres.